# Find You (canção de Zedd)
"Find You" é uma canção do músico e produtor russo-alemão Zedd para a trilha sonora do filme Divergente. Ela foi lançada como o primeiro single do álbum, no dia 26 de janeiro de 2014.
A canção apresenta os vocais da cantora sueca Miriam Bryant e do cantor pop americano Matthew Koma, e foi escrita pelos três artistas ao lado de Victor Radstrom, um colaborador frequente de Bryant. A canção inclui as influências de electro house e house progressivo. O lyric vídeo foi lançado no dia 30 de janeiro de 2014.

## Composição
A canção é escrita no tom de dó menor, com um tempo de 128 batidas por minuto e um alcance vocal de E♭4 a E♭5.

## Videoclipe
O videoclipe para a música "Find You" foi carregado para o YouTube no dia 16 de março de 2014. O vídeo havia alcançado mais de 33 milhões de visualizações até o dia 25 de novembro de 2016.

## Desempenho nas tabelas musicais
| Tabela musical (2014)                             | Melhor posição |
| ------------------------------------------------- | -------------- |
| Austrália (ARIA)                                  | 68             |
| Bélgica (Ultratip Bubbling Under de Flandres)     | 34             |
| Bélgica (Ultratop Dance de Flandres)              | 35             |
| Coreia do Sul (GAON International Songs)          | 61             |
| Estados Unidos (Bubbling Under Hot 100 Singles)   | 1              |
| Estados Unidos (Billboard Dance/Electronic Songs) | 10             |
| Estados Unidos (Billboard Hot Dance Club Songs)   | 1              |
| Estados Unidos (Billboard Mainstream Top 40)      | 34             |